# Jacques Thomelin
Jacques Thomelin, aussi prénommé Jacques-Denis ou Alexandre-Jacques-Denis, né à Paris vers 1635 et mort en cette ville le 28 octobre 1693, est un compositeur, claveciniste et organiste français.

## Famille
Son père, prénommé Jacques, était maître écrivain à Paris, bourgeois de Paris mais d’une ascendance probablement briarde comme les Couperin. Jusqu’en 1650, il habite paroisse Saint-Germain-l’Auxerrois, rue de la vieille Harengerie puis déménage rue des Postes dans la paroisse Saint-Étienne du Mont. Marié à Marie Balestel, il a quatre enfants ; le second se prénomme Jacques-Denis et devient organiste. Son frère aîné est Guillaume ; les deux autres sont Martin et Marie.
Jacques-Denis se marie le 10 novembre 1653 avec Hélène Dumelin, fille d’un orfèvre parisien, qui lui apporte 2400 lt de dot. En 1655 il s’établit avec sa femme rue du Fouarre, paroisse Saint-Germain-des-Prés. Après 1669, il déménage rue de la Verrerie.
Le 8 novembre 1684, Thomelin, en tant qu'exécuteur testamentaire de Pierre Méliton, organiste de l'église Saint-Jean-en-Grève, signe l'inventaire après décès de son défunt collègue et ami.
Jacques-Denis meurt le 28 octobre 1693, quatre jours après avoir rédigé son testament et est enterré en l’église Saint-Jacques-la-Boucherie. Son inventaire après décès est connu : outre 3000 lt en espèces, il laisse des manuscrits musicaux qui sont laissés à sa veuve (celle-ci déménage rue des Prouvaires avec sa fille aînée).
Jacques-Denis (qui à la fin de sa vie signait aussi Alexandre, A. J. ou A. J. D.) eut deux filles. La cadette Éléonore épousa en 1683 Nicolas Aunillon, substitut du Procureur général au Grand Conseil. L’aînée Marie-Madeleine, née avant 1660, se maria tardivement avec François Collesson, homme d’affaires et commis de Dupille, receveur général des finances de Lyon, par contrat du 18 mars 1695. Des querelles surviennent entre le jeune couple et Hélène Dumolin ; celle-ci déshérita finalement sa fille et lui réclama les papiers de musique qu’elle aurait emporté. Ceux-ci n’ont jamais réapparu.
Guillaume Thomelin, frère aîné de Jacques-Denis, est organiste comme son frère et maître écrivain comme son père. Il se marie en 1657 avec la fille Gabrielle Lhuissier, veuve de Jacques Oudinot, fille d’un maître des Eaux et Forêts de Mantes et Meulan, et dotée par son père d’une rente de 300 lt.

## Carrière
La formation de Jacques-Denis n’est pas connue. Dès 1653 il est organiste à Saint-André-des-Arts (jusqu’en juin 1669, quand l’instrument passe à Claude de Montalan) et chez les Carmes de la place Maubert, charge qu’il conserve jusqu’à sa mort et où il se fait à l’occasion remplacer par son frère aîné Guillaume.
Il devient en 1667 le premier titulaire du nouvel orgue de cette église, juste achevé par les fils du facteur Pierre Thierry, et garde cet emploi jusqu’en 1685, date à laquelle il le transmet à son élève Tassin.
En 1669, c’est à l’orgue de Saint-Jacques-la-Boucherie qu’il accède, du fait de la mort d’Étienne Richard. Un accord passé aves les marguilliers de cette paroisse le 22 juin 1669 précise les modalités de cet emploi : il touche 400 lt de gages, dont 200 lt lui sont retenues pour le loyer d’un logement de fonction sis rue des Lombards, appartenant à la fabrique. Les registres capitulaires de cette église fournissent le texte d’une réprimande du chapitre envers l’organiste :
Et comme la longueur affectée par le sr Thomelin, organiste, dans le jeu de l’orgue pendant le service, lasse et fatigue tant le clergé que les paroissiens, qui en font des plaintes continuelles qu’il a esté prié diverses fois mais inutilement de faire cesser, nous avons aussi arresté que led. sr Thomelin sera encore adverty de se mieux conformer au cérémonial de l’église de Paris qui veut en termes exprez que le jeu d’orgue ne soit ny long ny précipité, sinon que nous serons obligez d’y pourvoir.
Les années 1670 inaugurent pour lui une période de célébrité, durant laquelle il est plusieurs fois appelé pour expertiser des orgues. Il devient suffisamment connu pour se présenter en 1678 au concours d’organiste de la Chapelle royale, organisé pour remplacer Joseph Chabanceau de La Barre, décédé, à l’occasion duquel cette charge sera divisée en quatre quartiers (trimestres). Il gagne le concours et prend le premier quartier (celui qui court de janvier à mars), Jean-Baptiste Buterne, Guillaume-Gabriel Nivers et Nicolas Lebègue prenant les trois quartiers suivants. Il donne des leçons au jeune François Couperin entre 1679 et 1685 et on suppose qu’il fit de même avec François de Lalande, frère de Michel-Richard de Lalande, celui-ci l’ayant semble-t-il assisté à Saint-Jacques. Il figure au jury du fameux concours d’avril 1683 pour les postes de sous-maîtres de la Chapelle du roi. Outre sa charge d’organiste, il achète une charge de Secrétaire ordinaire du roi.
Après sa mort c’est son élève Couperin qui reprend son quartier à la Chapelle royale :
L’après dinée il [le roi] voulut bien entendre jouer sept organistes différents pour en choisir un à la place d’une des siens (qui s’appeloit Thommelin), qui étoit mort ; mais, après les avoir entendus, il ne voulut pas déclarer son choix, qu’on sut trois jours après être tombé sur un nommé Couperin. (Mémoires de Sourches, 27 décembre 1693).
À Saint-Jacques-la-Boucherie comme aux Carmes de la place Maubert, c’est son neveu Louis-Jacques Thomelin (fils de Guillaume) que Jacques-Denis désigne pour le remplacer, à charge de financer quelques menues réparations pour l’orgue de Saint-Jacques, pour des défauts que Jacques-Denis aurait dû - au dire du chapitre - réparer en son temps.

## Œuvres
Pour orgue :
- Œuvres de Jacques Thomelin, éd. Nicolas Gorenstein. Paris : Chanvrelin, 2006 (CHAN 059), 22 p.

Contient : Pange lingua, 5 versets de l’hymne Ave maris stella, trios, duos, récits, préludes. Ces œuvres proviennent de trois manuscrits musicaux conservés à la Bibliothèque Sainte-Geneviève à Paris (Ms. 2348, 2353 et 2356).
Nicolas Gorenstein, éditeur de ces œuvres, suppose qu’il s’agit de cahiers d’élèves notés durant le dernier quart du XVIIe siècle - ils contiennent également des pièces identifiées comme étant de Jacques Champion de Chambonnières, Louis Couperin et Étienne Richard). L’attribution à Thomelin vient du fait que certaines pièces nécessitent un jeu de voix humaine à la pédale, et qu’à cette époque les orgues de Saint-Jacques-la-Boucherie et Saint-André-des-Arts figuraient parmi les rares instruments français qui en étaient dotés.
Le Pange lingua et 5 versets de l’hymne Ave maris stella (Ms. 2353) ont été publiés comme anonymes par G. Litaize et J. Bonfils dans la collection L'organiste liturgique, « Les pré-classiques français », vol. 18, éd. Schola Cantorum, Paris, 1957.
Les 4 duos et 2 préludes du Ms. 2348, les 12 courts préludes ou cadences, le trio et le récit du Ms. 2353, ainsi que la basse de trompette (ou cromorne) du Ms. 2356, ont aussi été publiés comme anonymes par Gaston Litaize et Jean Bonfils dans la collection L'organiste liturgique, « Les pré-classiques français » (supplément), vol. 31, éd. Schola Cantorum, Paris, ca.1960.
- Plusieurs pièces d'orgue contenues dans le manuscrit Bruxelles BR : MS III 926. Éditées par Léon Kerremans dans le supplément de L'organiste, 1966 (Bas-Oha : Union Wallonne des Organistes, 1966).

Pour clavecin :
- Allemande de Mr Thomelin. Manuscrit, Berkeley UL : Hargrove Music Library MS 1365. Voir Moroney 2005.
- Allemande de M. Thomelin, en sol mineur. Manuscrit, début du XVIIIe siècle, 4 p. Paris BnF (Mus.) : VM7-1817 bis ; publiée par Gaston Litaize et Jean Bonfils dans la collection L'organiste liturgique, Paris, Schola Cantorum, 1957, Les pré-classiques français, vol. 18.
- Allemande pour clavecin en ré mineur. BnF, Paris, département de la Musique, RES VMD MS-115.

Un recueil des œuvres de Thomelin aurait été publié par son fils, si l'on en croit une demande de privilège : "Le Sr Thomelin nous a présenté des lettres de privilège ... pour l'impression d'un livre d'orgue composé par feu Thomelin son père, pour le temps de 10 années, donné à Paris le 6 février 1698". Le recueil est perdu (s'il a jamais été publié).